# 나가노 히로시
나가노 히로시(일본어: 長野 博, 1972년 10월 9일~)는 일본의 가수, 배우이며, 남성 아이돌 그룹 V6의 멤버이다. 가나가와현 야마토시 출신이며, STARTO ENTERTAINMENT 소속이다.

## 내력
- 1986년, 누나가 이력서를 쟈니즈 사무소에 보낸 결과, 합격해 사무소에 들어간다.[1]
- 1988년, 《3학년 B반 킨파치 선생님》 제3시리즈에 첫 출연.
- 1991년, 카나가와 현립 아야세니시 고등학교 졸업.
- 1993년, 정보처리계 전문학교 졸업.
- 1994년, 토요 와이드 극장 《신·아카카부 검사 분투기》 제1시리즈에 출연.
- 1995년, 토요 와이드 극장 《신·아카카부 검사 분투기》 제2시리즈에 출연.
- 1995년 11월 1일, V6의 멤버로서 〈MUSIC FOR THE PEOPLE〉로 CD 데뷔 (당시 23세).
- 1996년, 《핸섬맨》으로 주인공 사에키 토비오 역을 연기한다.
- 1996년, 《울트라맨 티가》로 주인공의 마도카 다이고 역을 연기한다. 쟈니즈 사무소 소속의 아이돌로서는 첫 특수 촬영 변신 히어로의 주연이다.
- 2000년 3월, 20th Century의 한 명으로서 부타이 《도쿄 선댄스~우리들의 20세기~》로 첫 주연.
- 2000년, 《울트라맨 티가 THE FINAL ODYSSEY》로 다시 마도카 다이고 역으로 영화 첫 주연.
- 2001년, 월트 디즈니 탄생 100주년 기념 작품 아틀란티스 잃어버린 제국 (일본어 더빙판)의 주역:마일로 제임스 싸치 역에 발탁 된다.
- 2002년, 〈바이크에 friendship 대상〉을 수상.
- 2003년, 무대 《포틴브라스》로 단독 첫 주연을 맡는다.
- 2005년, 무대 《프로듀서즈》에 주연(이노하라와의 더블 주연).
- 2007년, 랠리 재팬의 PR대사로 취임했다.
- 2008년, 무대 《프로듀서즈 (재연)》에 주연(이노하라와의 더블 주연).
- 2008년 6월 2일, 본인이 휴대폰 사이트에서 매주 갱신하고 있는 블로그를 정리한, 첫 저서 《쿠루히모 구루메》을 발매.
- 2008년 9월 4일, V6 멤버 첫 솔로 사진집 《나가노 히로시 with 울트라맨 티가》 발매.
- 2008년, 《대결전! 초울트라 8형제》에 주연.
- 2008년, 무대 《프라이팬과 권총》에 주연.
- 2010년, 무대 《사과 키무라 아키노리 이야기》에 주연.

## 참가 유닛
- 헤이케하
- J-Eleven
- 사카모토&나가노즈
- 쟈니즈 Sr.
- V6
- 20th Century
- J-FRIENDS
- TU→YU
- 토시오토코 유닛

## 인물

### 성격·특징·인품
- 친가는 카나가와 현내에서 자전거점을 경영.(톤네루즈의 키나시 노리타케의 친가와 같은 자전거점 조합에 소속해 있다)[2]
- 스트레이트한 머리카락. 살갗이 희다. V6에서 멤버 컬러는 보라색.
- 동 그룹의 사카모토 마사유키가 평가하기를, 벌꿀 얼굴이다.[3]
- 주류를 체질적으로 거의 마실 수 없으며,[4]·비흡연자. 꽃가루 알레르기이다.
- 동 그룹의 사카모토 마사유키가 말하기를, V6를 가족에 비유하면 자신이 부친 역, 나가노 히로시는 모친 역을 담당하고 있다고 한다.[5]
- V6 결성부터 몇 년간은 동 그룹 오카다 준이치에 있어서 모친적 존재였다.[6]
- 인품에 대해서, 상냥하다고 평 되는 것이 많아, 동 그룹 이노하라 요시히코에게는 〈일본의 상냥함의 규준이다〉라고까지 말해지고 있다.[7] 또 이 때, 본인에 대해 오카다는 〈나쁜 부분이 별로 없다〉, 사카모토는 〈화내지 않는다〉라고 말하고 있다.
- 정신적으로 강하다는 평가도 많아, 반드시 지쳤다·힘들어 등을 말하지 않는다고 동 그룹의 사카모토 마사유키에게 말해지고 있다.[8]
- 초등학교 때는 소년 야구와 보이 스카우트, 중학생 때는 축구부에 소속해 있었다.
- 운동신경이 좋다.
- 좋아하는 차는 스바루 임프레자, 혼다 CBR954RR, 혼다 드림 CB750FOUR. CB750FOUR는 2002년에 출연하고 있던 프로그램 《BOON!》 내의 기획에서 스스로 수리한 것이다.
- SMAP, TOKIO, KinKi Kids, V6의 멤버 중에서 쟈니즈 입소가 제일 빠르다. 동기는 없는 것 같다(본인이 입소한 1개월 후에 히카루GENJI 사토 아츠히로가 입소).[9]

### 취미·특기
- 소년 야구와 축구부에 소속해 있던 경위로부터, 야구와 축구에 자신있다. 쟈니즈 대운동회에서는 야구와 축구 모두 선발 멤버로 풀 타임 출장을 하였다. 야구의 포지션은 센터, 축구의 포지션은 주로 DF이다. 사생활에서는 카비라 지에이와 같은 팀에서 축구를 하고 있다[10]. 또, 같은 그룹 모리타 고도 본인과 카비라가 소속하는 팀에서 축구를 즐겼다.[11]
- 차나 오토바이를 좋아한다. 사생활에서 MotoGP나 전일본 로드 레이스 선수권 개최중에 서킷의 패덕에 얼굴을 내미는 일도 있다. 2011년 기준으로, 츄니치 스포츠·도쿄 츄니츠 스포츠에서 2륜 레이스 칼럼 〈V6 엔진〉을 연재하고 있어, 사적으로 교류가 있는 라이더와의 대담이 게재되는 것도 많다. 특히 아오키 타쿠마와는, 〈V6 엔진〉의 연재가 시작되기 이전, 아오키 토쿠마가 울트라맨 티가에 출연한 1996년부터 교우 관계가 계속되고 있어 아오키 자신도 V6의 콘서트를 보러 왔다. 2012년에는 모터스포츠 잡지 《MOTO NAVI》의 표지를 장식함과 동시에 봄 레더 자켓 특집에 모델 데뷔도 했다.

### 자격
- 2002년 이전, 대형 이륜 면허 취득.[12].
- 2003년, 견인 면허 취득.[13]
- 2003년부터 2005년까지의 사이, 대형 1종 취득.[14]
- 2008년 이전, 조리사 면허 취득.[15]
- 2009년, 야채 소믈리에 자격 취득.[16]

### 에피소드
- 소년대가 신인상을 받은 무대의 뒤에서 춤춘 것이 첫 번째 일.[17]
- 쟈니즈 Jr. 때, 쟈니 키타가와로부터 스케이트 보이즈에게 들어오지 않겠는가라고 전화로 2번 권유받았지만 끊었다.[18]
- 고교 2학년 도중부터 전문학교 재학 중까지의 2년반의 사이 쟈니즈 사무소를 자주적으로 퇴소 하고 있었다. 본인이 말하기를 1번 댄스 레슨이 없어지고 나서 그대로 페이드 아웃 하고 갔다는 것, 이 그만두고 있는 동안에 SMAP이 데뷔해, TOKIO가 결성되고 있었다. 전문학교 1학년 때 사무소에서 본인에게 〈아직 의지가 있다면 뮤지컬의 오디션을 받아 보지 않겠는가〉라고 전화가 와, 춤을 사무소 사람에게 보여준 결과, 바로 스테이지에 나올 수 있다고 판단된 것 같아서, 이틀 뒤부터 소년대의 전국 투어 백으로 춤추게 되었다.[19][20]
- 사무소를 그만둔 동안, 사무소를 그만두고 있던 같은 그룹 사카모토 마사유키와 매주 서로 연락을 하고 있었다.[20]
- 1995년 3월, 무대 《여자의 할말》 공연 기간 1개월간은 히카루GENJI의 우치우미 코지의 심부름꾼을 하고 있었다.[21]
- 우치우미의 심부름꾼을 1개월 근무한 뒤, 소년대 우에쿠사 카츠히데의 심부름꾼을 했다.[20][22]
- TOKIO의 코쿠분 타이치에게 맛있는 불고기 가게를 전화로 질문 받았을 때는 〈어느 부위를 먹고 싶어?〉라고 물었다.[23]
- 상술한 대로 친가는 카나가와 현 내에서 자전거점을 경영하고 있어, 쟈니즈 관계자 일부는 이 자전거점에서 자전거를 사고 있다라는 것. TOKIO의 나가세 토모야가 이 자전거점에서 쇼핑을 했을 때, 주문한 상품을 쌓은 소형 트럭을 나가노 본인이 운전해 나가세의 처소에 가져왔다고 하는 에피소드도 있다.[24]

## 출연

### 버라이어티 방송
레귤러
- 매직컬 두뇌 파워!!(1996년~1999년, 닛폰 TV계)
- 학교에 가자!(1997년~2005년, TBS계)
- 24시간 TV(1998년·2000년, 닛폰 TV계)
- BOON!(1999년~2002년, 닛폰 TV계)
- V6의 소(1999년~2000년, 후지 TV계)
- 맛하 브이로쿠(2000년, 후지 TV계)
- 웃음 V6 병동!(2000년~2001년, 후지 TV계)
- 러브센!(2002년~2004년, TBS 외)
- MOBI(2002년~2004년, 닛폰 TV계)
- 애슬리트 응원 TV! 닛폰! 챠×3(2006년~2007년, TBS계) - 토니센
- 학교에 가자! MAX(2005년~2008년, TBS계)
- VivaVivaV6(2001년~2010년, 후지 TV계)
- 신지식 계급 쿠마구스(2008년~2010년, TBS 외)
- 요리의 괴인(2010년~2011년, TV 도쿄계)
- 미션 V6(2010년~2011년, TBS 외)
- 남자의 편차치!!(2011년~2012년, TBS 외)
- 가챠가챠 V6(2012년~2014년, TBS계)
- 마법의 레스토랑(2012년~, MBS)
- 맑음. 때때로 농장!(2013년~, NHK계)
- 어메이지 팡!(2014년~, TBS계)

### 텔레비전 드라마
- 핸섬맨(1996년, TV 아사히계)
- 울트라맨 티가(1996년, TBS계)
- 연기자. 비단★잉어(2002년, 후지 TV계)
- 극단 연기자. 그리프트의 수법(2004년, 후지 TV계)
- 극단 연기자. 새로운 생물(2005년, 후지 TV계)
- 세컨드 하우스(2006년, 도쿄 TV계)
- 경시청 수사 1과 9계 2006 최후의 사건(2006년 12월 27일, TV 아사히계)
- 공부하고 싶어(2007년, NHK계)
- 야스코와 켄지(2008년, NTV계)

### 영화
- 슛!(1994년) - 특별 출연
- 하나코(1998년) - 야베 선생 역
- 울트라맨 티가 THE FINAL ODYSSEY(2000년) - 마도카 다이고/울트라맨 티가 역
- 대결전! 초울트라 8형제(2008년) - 마도카 다이고/울트라맨 티가 역

### 무대
- PLAYZONE10Yrs KING&JOKER(1995년) ※ 사카모토 마사유키, 이노하라 요시히코와 공연
- 마녀 배달부(1996년)
- 화영의 꽃(1997년)
- PLAYZONE'98 5Night's(1998년) ※ 사카모토 마사유키, 이노하라 요시히코와 공연
- PLAYZONE'99 Goodbye&Hello(1999년) ※ 사카모토 마사유키, 이노하라 요시히코와 공연
- PLAYZONE'00 Theme Park(2000년) ※ 사카모토 마사유키, 이노하라 요시히코와 공연
- 포틴브라스(2003년)
- DEATHTRAP(2004년)
- 프로듀서스(2005년) ※ 이노하라 요시히코와 공연
- 프로듀서스(2008년, 재연) ※ 이노하라 요시히코와 공연
- 프라이팬과 권총(2008년)
- 사과 키무라 아키노리 이야기(2010년)
- Flower Plaid(2013년)